# Bion (poet)
Bion var en grekisk bukolisk diktare, verksam under 100-talet f.Kr., bördig från Smyrna. 
Man vet inte mycket om hans liv. Tidigare har man trott att han levde under 200-talet f.Kr. Det har sagts att han var bosatt på Sicilien och att han giftmördades där av sina fiender. Detta är mycket osäkert. 
Bion efterbildade Theokritos, men var mera reflekterande och förfinad. Av hans dikter är Epitafios Adonidos (sorgkväde över Adonis, i tysk översättning av von Wilamowitz, 1900) den mest framstående. Den beskriver Afrodites sorg över sin älskade Adonis. Hans bevarade dikter är ofta utgivna tillsammans med Theokritos eller Moschos. Han finns i svensk översättning av Gustaf von Paijkull (1787) och Johan Tranér (1823–1824).